# Challenge Bell 2005
Challenge Bell 2005 — тенісний турнір, що проходив на закритих кортах з килимовим покриттям PEPS de l'Université Laval у Квебеку (Канада). Належав до турнірів 3-ї категорії в рамках Туру WTA 2005. Це був 13-й за ліком Challenge Bell. Тривав з 31 жовтня до 6 листопада 2005 року. Емі Фрейзер здобула титул в одиночному розряді.

## Переможниці та фіналістки

### Одиночний розряд
Емі Фрейзер —  Софія Арвідссон, 6–1, 7–5
- Для Фрейзер це був єдиний титул за сезон і 8-й — за кар'єру.

### Парний розряд
Анастасія Родіонова /  Олена Весніна —  Ліга Декмеєре /  Ешлі Гарклроуд, 6–7(4–7), 6–4, 6–2
- Для Родіонової це був єдиний титул за сезон і 1-й — за кар'єру. Для Весніної це був єдиний титул за сезон і 1-й — за кар'єру.